# Bundesstraße 53
Die Bundesstraße 53 (Abkürzung: B 53) ist eine Bundesstraße in Rheinland-Pfalz, die entlang der Mosel von Trier bis Alf (Landkreis Cochem-Zell) führt.

## Verlauf

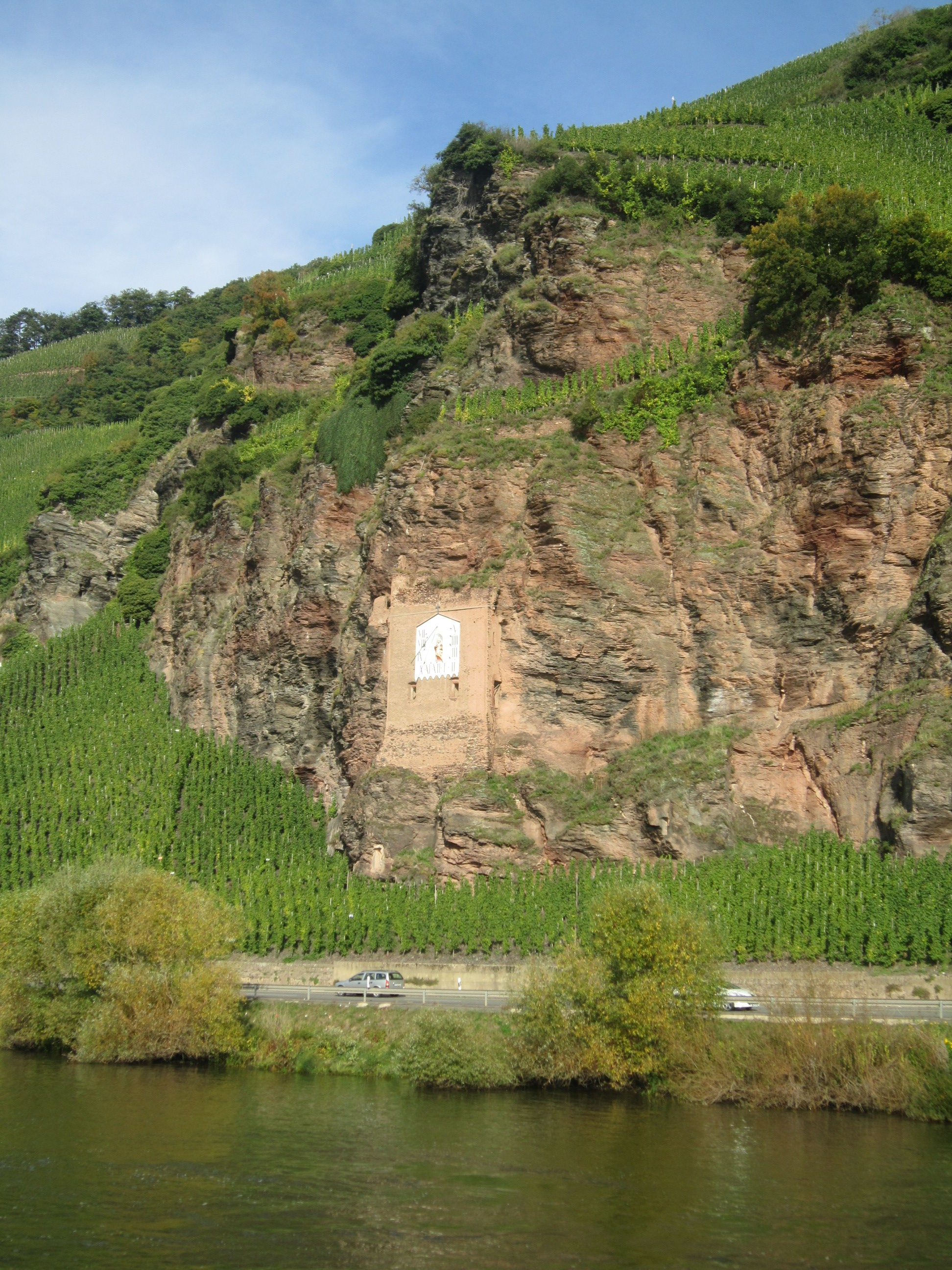
Bundesstraße 53 zwischen Ürzig und Kröv

Die Bundesstraße 53 beginnt in Trier am westlichen Brückenkopf der Kaiser-Wilhelm-Brücke und führt von dort um die Trierer Stadtteile Biewer und Ehrang/Quint. Bis zum 16. April 2007 durchquerte die Bundesstraße den gesamten Ortskern des Stadtteils Biewer und wurde erst in Ehrang in Höhe des Güterverkehrszentrums am Trierer Hafen als Umgehungsstraße weitergeführt. Seit Verkehrsfreigabe der Umgehung Biewer-Pfalzel verläuft die Straße vollständig ohne Ortsdurchfahrten bis zur Stadt Schweich. Von dort an begleitet sie die Mosel meist links-, teils rechtsseitig, als Uferstraße über Bernkastel-Kues, Traben-Trarbach und Zell bis nach Alf.